# Сылва (Свердловская область)
Сы́лва — село в Шалинском районе Свердловской области России. Входит в Шалинский муниципальный округ.
Ранее было центром Сылвинского сельсовета Шалинского района.

## География
Село расположено в верхнем течении реки Сылвы, в 7 километрах к северу от посёлка Шаля — районного и окружного центра, в 125 километрах к северо-западу от Екатеринбурга.

## Население
| 2002 | 2010  | 2021  |
| ---- | ----- | ----- |
| 1417 | ↘1330 | ↘1174 |

По данным переписи населения 2002 года, русские составляли 95 % от общего числа сельчан.

## История заводского поселения
Село возникло вокруг небольшого Сылвинского железоделательного завода, построенного в 1732−1739 годах по определению В. Н. Татищева от 11 ноября 1734 года. Место, выбранное для завода у слияния рек Сылва и Сарга, было богато лесом и рудой. Тысячи крепостных селились на берегах пруда и вдоль русла реки — среди них были беглые крестьяне, старообрядцы.
Завод строился изначально из дерева, а позднее здания стали возводить из кирпича и камня. В 1758 году казна передала завод С. П. Ягужинскому. Во время крестьянской войны под руководством Пугачёва завод был разграблен восставшими.
Вскоре после этого в 1778 С. П. Ягужинский продал завод заводчику С. Я. Яковлеву, сын которого в 1795 году расширил деятельность завода и построил выше плотины Саргинский вспомогательный завод. Этот завод стал поставлять широкополосное железо в Сылвинский завод на переделку. Таким образом завод в Сылве стал ещё и железопередельным — изготавливали листовое кровельное железо.
Во время Отечественной войны 1812 года здесь отливались пушечные ядра, производились сабли, ружья. Позднее, в 1816 году ниже по течению Сылвы был построен вспомогательный Нижнесылвинский завод с собственной плотиной. В Сылве образовалось два пруда — Верхний и Нижний. Поселению вокруг Нижнесылвинского завода было дано имя Новый заводчик.
В 1865 году произошла модернизация многих заводов Яковлевых, что позволило выпускать конкурентоспособную продукцию и реализовывать её в Европу и США. Сылвинское глянцевое железо обладало высоким качеством — листы железа были толщиной с папиросную бумагу. Продукция завода поставлялась за границу, а в 1889 году на выставке в Париже железо получило высокую оценку, за что заводу была выплачена премия.
В 1890 году на верхнем Сылвинском заводе была построена сохранившаяся до нашего времени каменная механическая фабрика(цех) — одноэтажное здание с габаритными размерами 13,40×53,00 м с центральным двухэтажным ризалитом. В ней производили ремонт заводского оборудования. В фабрике имелось два токарных станка, работавших от турбины в 10 лошадиных сил. C 1899 годов объёмы производства всех трех заводов падают. Через Сылву должна была пройти Западно-Уральская железная дорога, но проект был изменён и железная дорога прошла на десять километров западнее — через Шалю с железнодорожной станцией.

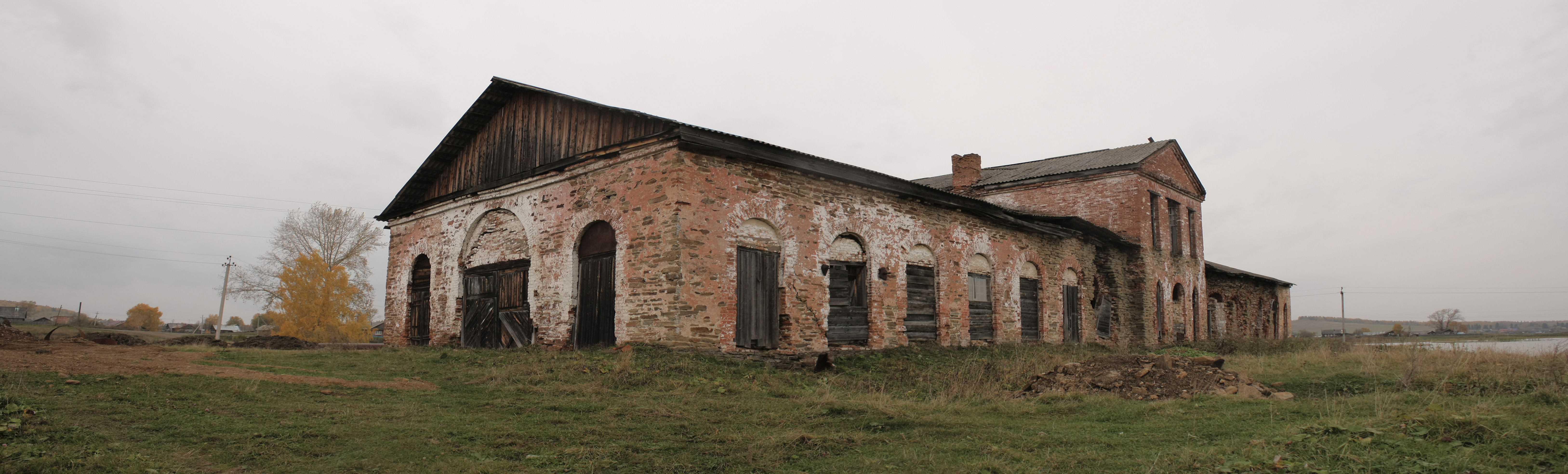
Здание механической фабрики конца XIX века, 2016 год

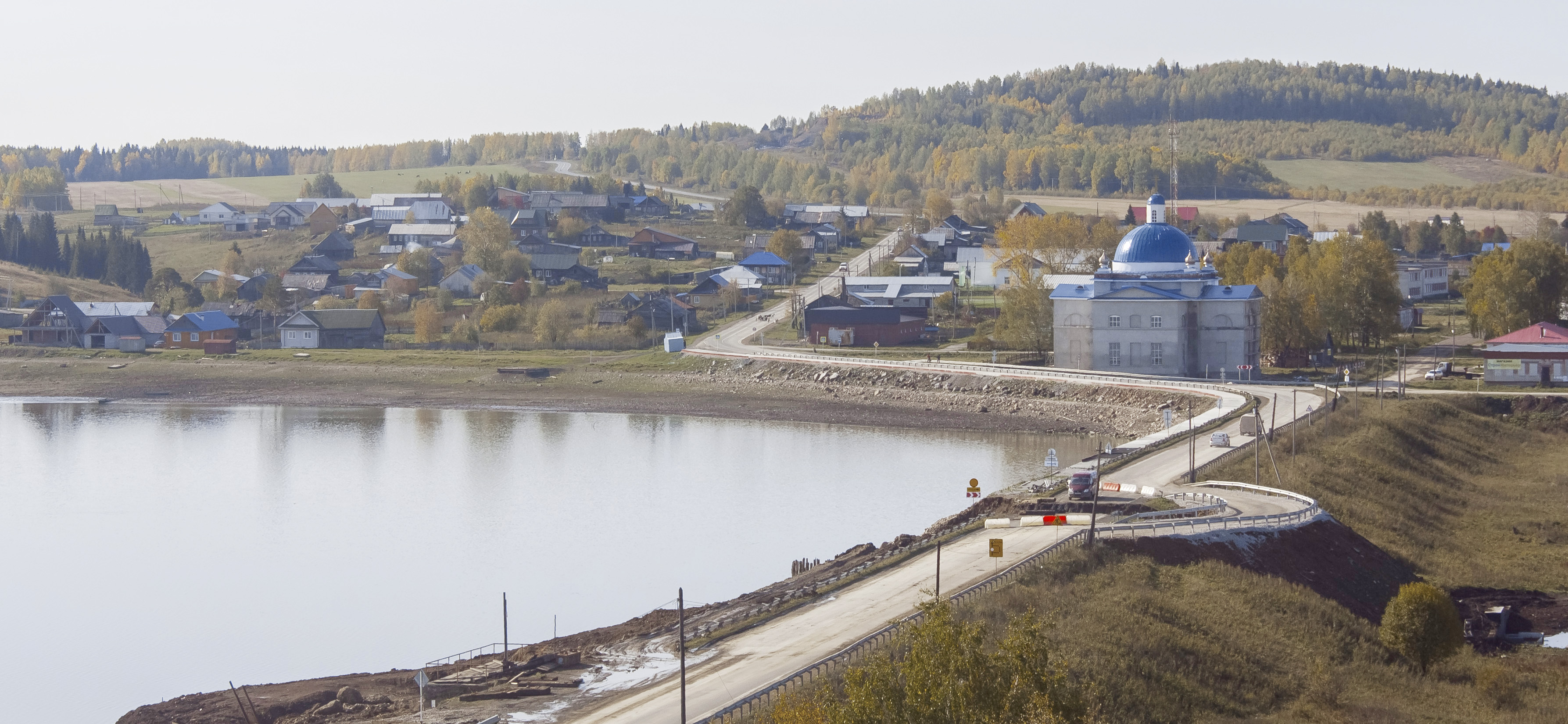
Церковь Сретения Господня в Сылве, 2016 год

Работа Сылвинского завода прекратилась в 1910 году по решению нового владельца, акционерного общества Верхисетских горных и механических заводов бывших Яковлева. Оборудование перевезли на Верх-Исетский и Ревдинский заводы, туда же перебрались многие мастера и квалифицированные рабочие. Около села построили углевыжигательные печи, которые поставляли качественный древесный уголь для нужд металлургии Урала.

## Духовная жизнь и образование
Во второй половине XIX века в селе были построены школа, больница, православная церковь Сретения Господня и лютеранская кирха. Здание православной церкви стоит на берегу Верхнего Сылвинского пруда, по оси ул. Малышева — поселковой дороги, связывающей Шалю и Первоуральск. Храм, выполненный в классических сдержанных формах имел трехъярусную колокольню с куполом на завершающем цилиндрическом объёме. Старожилы вспоминают, что на территории храма была небольшая роща, церковная ограда имела каменную входную группу с ажурными коваными воротами, рядом с церковью стояла её уменьшенная копия с ящичками, в которые призывники могли положить монетку, чтобы вернуться домой. Кое-кто из них помнил, что на колокольне были часы, а рядом с церковью стояли пушки, из которых палили в праздничные дни. На данный момент церковь медленно восстанавливается, благодаря стараниям прихожан и настоятеля иерея Василия Шарова по проекту известного уральского архитектора-реставратора Голобородского М. В. На данный момент здание церкви Сретения Господня имеет статус объекта культурного наследия регионального значения.
В селе действует школа, библиотека, воскресная школа. Местными краеведами Антипиной З. Н и Афоневой О. А. была написана и выпущена книга «Здесь Родины моей начало. Исторические очерки с. Сылва».

## Памятники истории

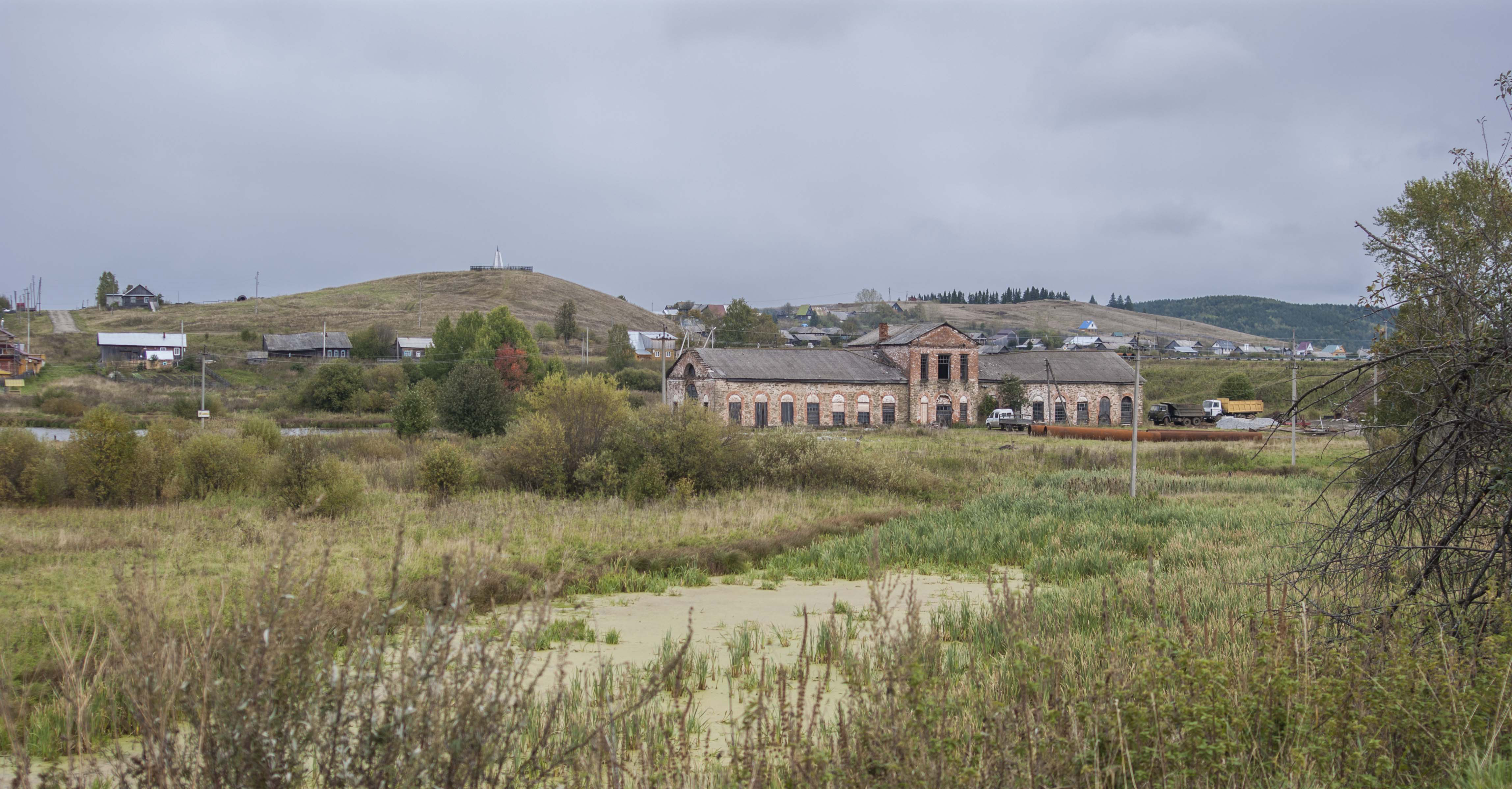
Гора Сокольная в Сылве

На вершине Сокольной горы расположены братская могила красногвардейцев и небольшой монумент с красной звездой в память о тех событиях. Памятник установлен в 1935 году. Ограду сделали визовские рабочие. До революции на этой горе находилась часовня.
Список расстрелянных, похороненных в братской могиле: Ржанников Д. П., Ширинкин В. П., Касинцев П. С., Марков И. Г., Зобнин., Клевакин В. А., Быков А. П., Сулимов Т. Д., Сулимов А. Д., Ваняшкин К. В., Суцепин В. С., Шешенин П. В., Ширинкин К. Н., Ширинкин О. П., Пряничников П. Я., Колмогоров Д. И., Луканин И. П., Сырчиков Ф. А., Марков П. Е., Марков О. С., Рожнев А. Н., Пьячев А. С., Cырчикова А. С., Боровских Н. П., Кинев С. К., Колмогоров В. С., Косотурова А. В.

Панорама с горы Сокольной на церковь и механическую фабрику (2016)